# オートウェイ
株式会社オートウェイは、福岡県京都郡苅田町に本社を置く日本のカー用品店。

## 概要
主に日本国内での独占販売権を取得した海外製の輸入タイヤ・ホイールを低価格で販売している。ユーザーはインターネット通販（AUTOWAY LOOP・楽天・ヤフーショッピング・Amazon等）で購入後に、運営するタイヤピット加盟店（全国約3,700店）に直送できるサービスを提供している（交換作業日はネット上で予約が可能、タイヤ交換料金はインチ毎に全国統一料金が設定されている）。直営店舗は、北九州空港店・福岡店・宗像店・熊本店の計4店舗を展開している。
取り扱うタイヤブランドは、NANKANG・FINALIST・FEDERAL（台湾）、HIFLY・COOPER・ARMSTRONG・TRAVELSTAR(米国)、ZEETEX(ドバイ)、RADAR TIRES(シンガポール）、MINERVA（ベルギー）、DAVANTI（イギリス）、MOMO（イタリア）、MAXTREK（中国）、CEAT（インド）。ホイールは、Verthandi・LUXALES・LUMACA・HERSE・KIRCHEIS・NITRONPOWER・SCHNEDER・Advanti。その他に国内ブランドのホイールも取り扱っている。
1969年（昭和44年）設立。1999年（平成11年）からインターネット通販を開始。2013年4月よりプロトコーポレーションの100%子会社となっている。

## CM
2013年（平成25年）11月にYouTubeで公開したCM映像が国内のみならず海外でもFOXニュースが取り上げるなど話題になり、再生数は1ヶ月で650万回に達した。2014年（平成26年）3月には第2弾のCM映像を公開。2014年（平成26年）6月～2015年（平成27年）5月はレーシングドライバーの高木虎之助を起用。2015年（平成27年）6月～2017年（平成29年）5月は石田純一を起用。2017年（平成29年）7月からは吉本興業所属で活躍する福岡県出身の博多華丸・大吉をイメージキャラクターに起用し、全国的な知名度を向上させている。2020年（令和2年）からNANAKNG社の独占販売スタッドレスタイヤESSN-1と同社が史上最高氷雪走行性能を誇るAW－1の動画CMを制作、AUTOWAYLOOP・YouTube・ツイッター・Facebook等で公開している。

## ホイールの表示に係る問題（不起訴）
2019年（令和元年）11月13日、「JWL」マークの表示に問題があったホイールを販売したことで、社長ら3人が不正競争防止法違反容疑で愛知県警に逮捕された。愛知県警は検査機関がオートウェイが販売していた海外製の一部ホイールを鑑定した結果、基準不足であることが確認されたと主張したが、同年12月3日名古屋地検は3人を不起訴処分にした。不起訴後、同社の発表によると、ホイールのJWLには「一般使用条件」と「限定使用条件」があり、当該海外製ホイールは後者の試験条件にてメーカーが試験をクリアし必要な耐久強度を備えているものの、表示が不適切であったとしている。表示に問題があったホイールについては、リコール対応を行い、購入者に無償交換または返金を行っている。同社は再発防止のためアルミホイールの品質管理徹底に向けての取組みをHPで公表している。